# International Stickeraward
Der International Stickeraward war ein Preis für Stickerkunst und Paste-Ups, der von 2005 bis 2012 an internationale Künstler vergeben wurde. Durch die Auszeichnung sollten die vielfältigen Ausdrucksformen dieser Kunst im öffentlichen Raum gezeigt und dieser Kunstform im kulturellen Leben ein stärkeres Gewicht verschafft werden. Um einer Strafverfolgung zu entgehen, verwendeten viele Künstler bei der Teilnahme szenetypisch ein Pseudonym.
Der mit Sachpreisen dotierte Kunstpreis wurde jährlich an drei Künstler verschiedener Nationalitäten vergeben. 2012 wurde auch ein Publikumspreis verliehen. Zu jedem Jahrgang gab es eine Ausstellung, die Gewinner und Teilnehmer des Preises in einen besonderen Fokus setzte. Der International Stickeraward wurde von rebel:art und Stickma.de organisiert.
Die Jury war mit internationalen Experten der Szene, Journalisten und ehemaligen Gewinnern besetzt. Feste Mitglieder waren der Journalist und Blogger Alain Bieber, der Künstler Andreas Ullrich und Matthias Speck vom Klebstoff Magazin.

## Preisträger
| Jahr | Gewinner       | 2. Platz     | 3. Platz                     |
| ---- | -------------- | ------------ | ---------------------------- |
| 2005 | on_ly          | jul33        | geo, the wizard, designadelt |
| 2006 | Happy Graphics | +PKZ-        | Target                       |
| 2007 | J.Ernst        | Sputnik      | Cha, Knudzich, Zemogleba     |
| 2008 | Thomas Judisch | Indochina    | Renald                       |
| 2009 | STPO           | CCC          | Monomuerto                   |
| 2010 | Dr-Ink         | Good Sign    | 455er                        |
| 2011 | Romibello      | Thomas Heyse | XX-Crew                      |
| 2012 | Herman J. Hack | Woo Yun Jin  | Gabri Le Cabri               |

Der Publikumspreis 2012 wurde an  Fluctibus verliehen.

## Ausstellungen

### 2005 – ABC-Berlin
Die erste Ausstellung des Sticker Awards erfolgte in der Berliner Neurotitan-Galerie im Rahmen der Ausstellung The ABC of Resistance und wurde von Alain Bieber kuratiert.

### 2006 – Marktstraße Hamburg
Die Hamburger Marktstraße wurde 2006 als öffentlicher Ausstellungsraum benutzt, in dem Aufkleber in ihrer „natürlichen“ Umgebung zu sehen waren. Bei der Finissage-Feier gab es eine Live-Performance der Gewinnerin des Jahres.

### 2007 – Grassi Museum Leipzig
In einer Sonderausstellung mit dem Titel „HELLO my name is …“ wurden Artefakte der International Sticker Awards im Grassimuseum in Leipzig präsentiert. Die Ausstellung beleuchtete unter anderem die ethnografischen Aspekte der internationalen Aufkleberkultur.

### 2008 – FIT-Station
Die jährliche Ausstellung der Stickerawards 2008 präsentierte Gewinner und ausgesuchte Teilnehmer in der Freien Internationalen Tankstelle in Berlin. Die Außenhülle der alten Tankstelle war als freie und temporäre Galerie für alle Stickeraktivisten zur grafischen Diskussion geöffnet. Zum Programm gehörte ein Vortrag und eine Diskussion mit dem Hamburger Street-Art-Sammler und Kurator Rik Reinking.

### 2009 – Version Festival 10 in Chicago
Geplant war eine Live-Jury-Debatte beim Version Festival 10 in Chicago, doch der Ausbruch des Eyjafjallajökull kurz vor dem Festival und das damit verbundenen Flugverbot verhinderte in diesem Jahr eine reguläre Ausstellung.

### 2010 – C.Rockefeller Center
Als Teil der „International Neighborhood“ wurde der International Stickeraward im C. Rockefeller Center For The Contemporary Art, einem Offspace in Dresden präsentiert. Außer den Gewinnern und Teilnehmern des Awards wurden Arbeiten lokaler Siebdrucker, das neu erschienene Klebstoff Magazin und Arbeiten aus der Sammlung der C. Rockefeller Art Foundation von Ernst Markus Stein, Andreas Grahl, Manuel Frolik, Marcel Walldorf, Kay Frommelt, Andy Kania, Ronny Szillo und Nora Herrmann gezeigt.

### 2011 – Weserburg Museum für moderne Kunst
In Kooperation mit dem Studienzentrum für Künstlerpublikationen des Weserburg Museum für moderne Kunst in Bremen war dort von November 2011 bis Februar 2012 die Ausstellung Sticker in der Kunst zu sehen. Die Ausstellung präsentierte eine Sammlung von kurzlebigen Medien wie Briefmarken, Flyern und Plakaten, Aufkleber aus dem Museumsbestand und den Archiven des Stickerawards – Arbeiten aus verschiedenen Jahrzehnten der Protest- und Partizipationskultur sowie zeitgenössische Positionen aus Kunst und Alltag. Bekannte Künstler wie Andy Warhol und Timm Ulrichs, die schon vor Jahrzehnten mit Aufklebern experimentierten, waren ebenso vertreten wie die Gewinner des Sticker Awards, sowie Installationen von Matthias Marx, Daniel T. Geiger, Johannes Mundinger und Dirk Sandbaumhüter.

### 2012 – CYNETART Stickersafari
Die Sticker-Ausstellung war eines der teilnehmenden Projekte an der CYNETART. Auf einer interaktiven Safari konnten Besucher mit Hilfe einer Augmented-Reality-App die bestplatzierten Sticker an diversen Orten in Dresden aufspüren.
Der Gewinner des Jahres, Herman J. Hack, zeigte, wie mit klebenden Dingen im öffentlichen Raum experimentiert werden kann.